# Колібрі-інка строкатокрилий
Колі́брі-і́нка строкатокрилий (Coeligena lutetiae) — вид серпокрильцеподібних птахів родини колібрієвих (Trochilidae). Мешкає в Андах.

## Опис

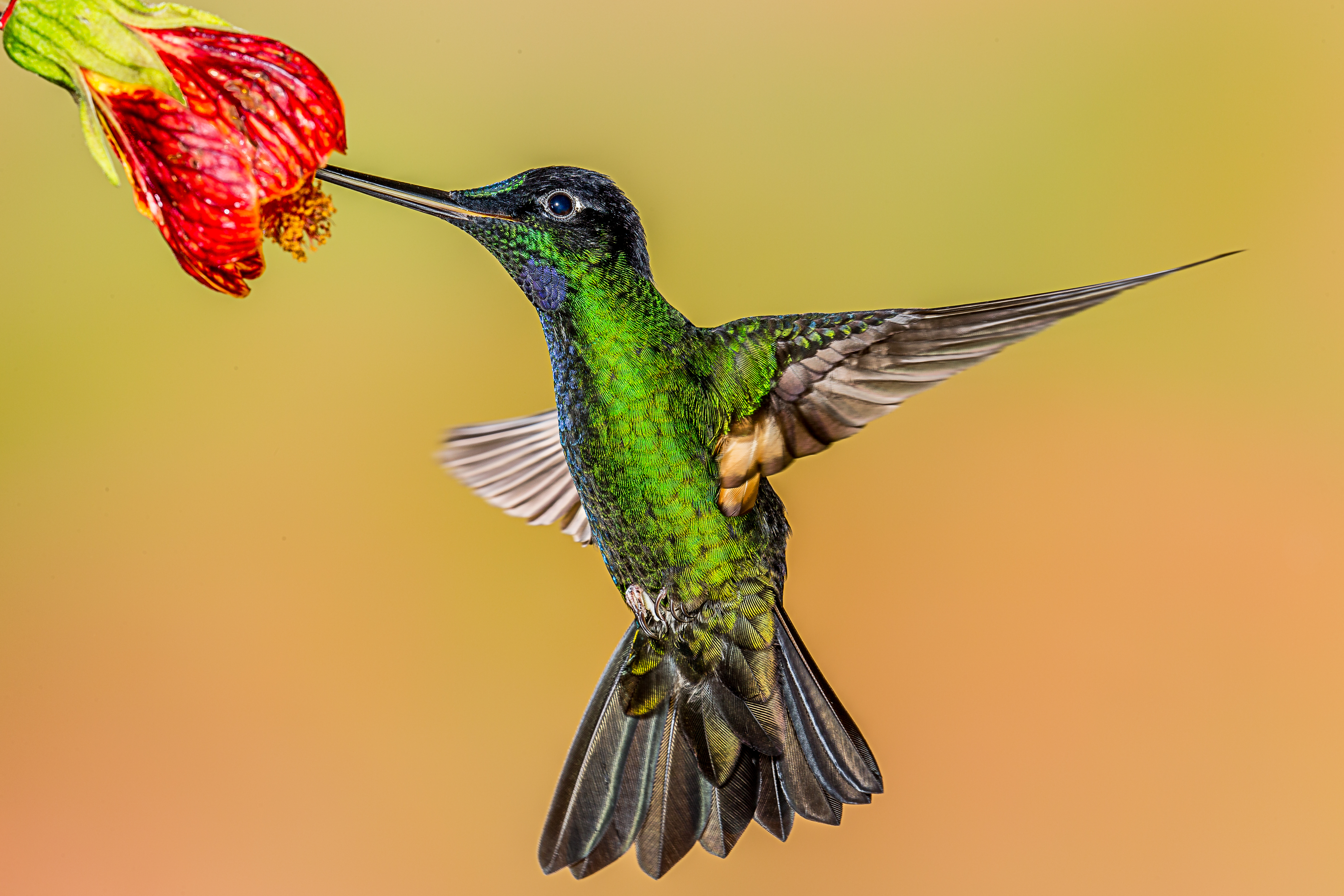
Самець строкатокрилого колібрі-інки (Еквадор)

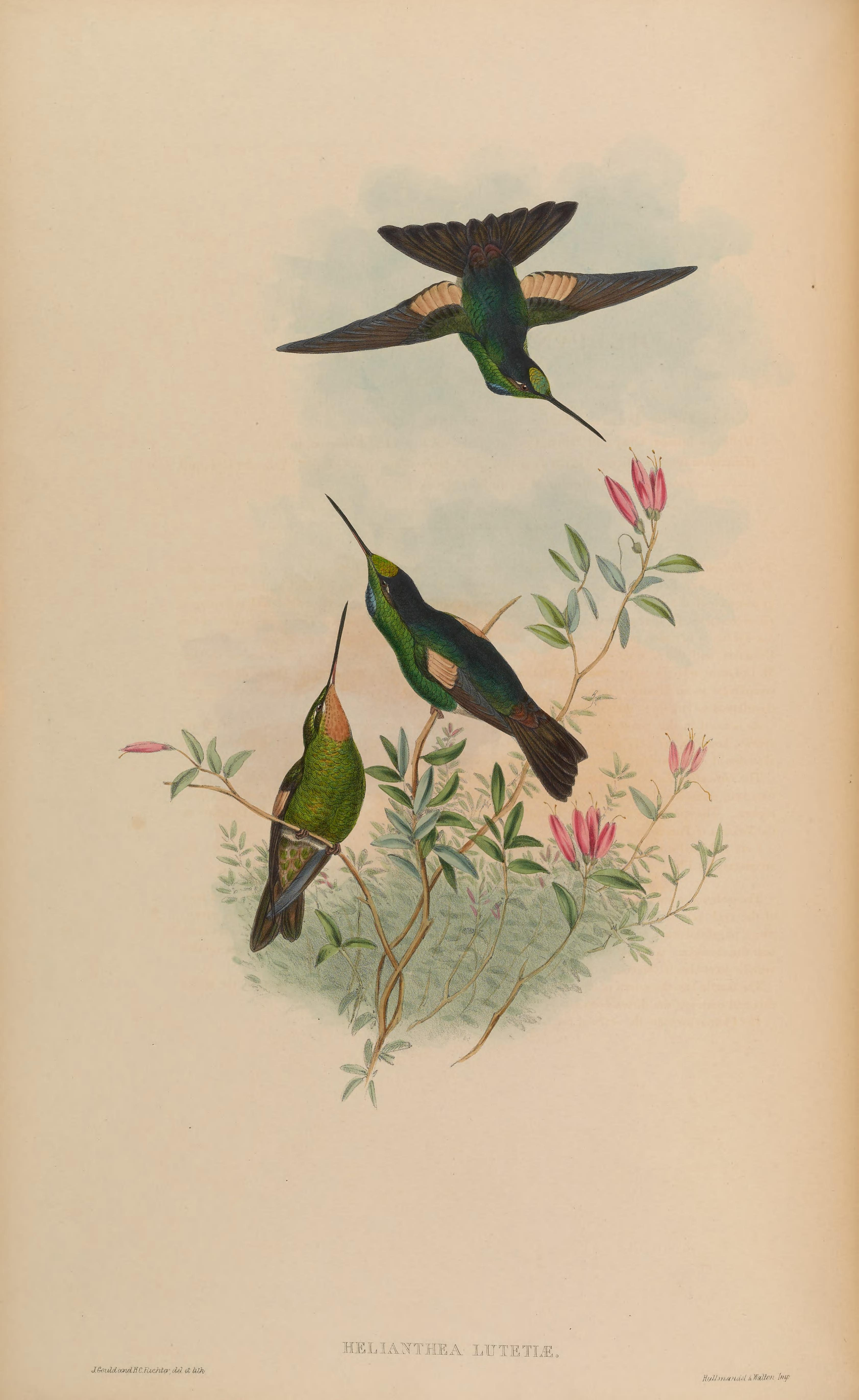
Строкатокрилі колібрі-інки

Довжина птаха становить 13,5-14, самці важать 6,9-7,2 г, самиці 6,6 г. у самців номінативного підвиду верхня частина тіла оксамитово-чорна, лоб зелений, блискучий. На горлі фіолетова пляма, решта нижньої частини тіла темно-зелена. Крила темні з великими світло-охристими плямами, хвіст бронзово-чорний, роздвоєний. За очима невеликі білі плями. Дзьоб довгий, тонкий, чорний, довжиною 25-30 мм.
У самиць верхня частина тіла темно-зелена, блискуча. На горлі у них охристо-коричнева пляма, решта нижньої частини тіла золотисто-зелені, пера на ній мають бліді краї. Крила такі ж, як у самців. Хвіст бронзово-зелений, менш роздвоєний. У самців підвиду C. l. albimaculata плями на крилах білі, решта тіла така ж, як у самців номінативного підвиду. У самицб цього видвиду горло більш бліде, нижня частина тіла має коричнюватий відтінок, а золотистий відблиск на ній менш виражений.

## Підвиди
Виділяють два підвиди:
- C. l. lutetiae (Delattre & Bourcier, 1846) — Центральний хребет Колумбійських Анд та східні схили Анд в Еквадорі і на крайньому північному заході Перу (північна і західна частини долини Мараньйону в Кахамарці і східній П'юрі);
- C. l. albimaculata Sánchez Osés, C, 2006 — західні схили Анд на північному заході Еквадору (від Карчі до північного Болівара).

## Поширення і екологія
Строкатокрилі колібрі-інки мешкають в Колумбії, Еквадорі і Перу. Вони живуть живуть у вологих гірських і хмарних тропічних лісах, в карликових лісів і в нижній частині парамо. Зустрічаються на висоті від 2600 до 3600 м над рівнем моря, іноді на висоті до 3750 м над рівнем моря.
Строкатокрилі колібрі-інки живляться нектаром різноманітних квітучих рослин, переміщуючись за певним маршрутом, а також комахами, яких збирають з рослинності або ловлять в польоті. Вони зависають в повітрі над квітками або чіпляються лапами за суцвіття. Гніздування в Колумбії припадає на серпень-вересень. Гніздо неелике, чашоподібне, розміщується в розвилці між гілками, на висоті від 2 до 4 м над землею. В кладці 2 яйця, інкубаційний період триває 15-17 днів.